# Kandy Guira
Kandy Guira est une chanteuse burkinabé évoluant dans le style afro-electropop. Elle est à l'origine de ce genre musical.

## Biographie

### Enfance, éducation et débuts
Kandy Guira nait en 1984 à Yamoussoukro en côte d'Ivoire.  Elle passe son enfance à Abidjan dans l'effervescence de cette ville cosmopolite où les musiques et les cultures se croisent et s'hybrident. Dès son jeune âge, elle se passionne pour la musique et écoute des chanteuse comme Miriam Makeba, Céline Dion, Angélique Kidjio. Elle a pour idole la chanteuse sud-africaine Brenda Fassie. 
À l'âge de cinq ans, elle s'installe au Burkina Faso son pays d'origine. Elle fait ses débuts dans des cabarets de la place sous l'encadrement  de l'artiste Abdoulaye Cissé. 
En 2008, elle est lauréate du concourt de la semaine nationale de la culture SNC. Elle part ensuite en tournée pendant quelques mois en Allemagne. 
Mannequin, comédienne, danseuse, elle s'ouvre à d'autres expériences mais son choix se porte sur la musique. Ses chansons parlent d'amour, d'espoir et des difficultés de la vie en particulier celles des femmes.  Elle a deux albums à son actif.        

### Carrière
Kandy Guira est à l'origine du genre musical Afro-electropop,.
En 2009 , elle sort son tout premier album M'ba, en hommage à sa mère. 
En 2021, elle met sur le marché un deuxième album composé de 11 titres intitulé Nagtaba, qui veut dire (ensemble) en langue mooré. Sur cet album qui appelle à l'union, elle collabore avec des artistes tels que Alif Naaba, Jowee Omicil, Floby et Mai Lingani. Avec cette sortie, elle entame une tournée africaine et mondiale. 
Elle accompagne en tant que choriste ou chanteuse  des grands noms de la musique tels que  Manu Dibango,  Oumou Sangare et aujourd'hui les Amazones d'Afrique. Elle collabore également avec Amadou et Mariam, Fugu Mango, Check Tidiane Seck, le Bol de l' Afrique Enchante et Esperanza Spalding,,.

## Discographie

### Album
- 2021 : Naagtaba[14]

- 2009: M'ba[7],[8]

### EP
- 2019 : Tek-la-runda[15]

## Prix et distinctions
- Prix SNC des musiques d'ici[16],[17]

- Prix talents RFI 2019[18]

- Lauréates de la 7e édition des soko festivals [19]
- Kunde du meilleur Artiste Burkinabé de la Diaspora 2023
- Kunde du meilleur artiste burkinabè de la Diaspora 2025[20]